# Bambusa tulda
Espèce
Bambusa tulda, le bambou de l'Inde, est une espèce de plantes monocotylédones de la famille des Poaceae (graminées), sous-famille des Bambusoideae, originaire d'Asie.
C'est un bambou à feuilles persistantes, cespiteux, à rhizomes courts (pachymorphes), aux tiges (chaumes) dressées pouvant atteindre 20 mètres de long et 10 cm de diamètre.

## Description
Bambusa tilda est un bambou vivace, cespiteux, de type sympodial, à feuilles persistantes ou caduques, à tiges ligneuses poussant en touffes.

### Appareil végétatif
Les rhizomes sont courts (pachymorphes).
Les tiges (chaumes) atteignent environ 20 mètres de long (de 16 à 23, voire 28 mètres) et un diamètre à hauteur d'homme d'environ 10 cm (variable de 5 à 19 cm), avec une épaisseur de paroi de 1 à 2,5 cm. Elles sont de couleur verte à gris-vert ou striée de jaune, et présentent une ramification latérale étalée, de type dendroïde et des entrenœuds térètes, creux, de 40 à 70 cm de long, blanc-squameux sur les tiges jeunes, avec un anneau blanc au-dessous des nœuds.
Les nœuds sont légèrement ou pas du tout enflés. Les nœuds inférieurs émettent des racines adventives.
Les ramifications sont nombreuses, se développant à partir de tous les nœuds, généralement à chaque nœud, trois d'entre elles sont plus grosses que les autres. Elles sont plus minces, horizontales et presque sans feuilles aux nœuds inférieurs.
La gaine caulinaire, de 15 à 25 cm de long, est coriace, caduque, et porte souvent des poils bruns apprimés sur la face abaxiale. Le limbe des feuilles caulinaires est grossièrement triangulaire, cuspidé, coriace, dressé, minusculement rétrorse-hispide à l'intérieur. Elle porte un limbe triangulaire, cordé, dressé. La ligule étroite, est entière et finement ciliolée. Les oreillettes inégales, sont continues avec le limbe ou sinueusement séparées, les marges sont ciliées.
Les jeunes pousses sont  vertes avec des rayures jaunes.
Le limbe des feuilles de feuillage, de 15 à 25 cm de long sur  2 à 4 cm de large, est linéaire à oblong, à l'apex acuminé, glauque et pubérulent à la face inférieure, glabre à la face supérieure à l'exception des nervures scabres. Il présente une nervure centrale apparente. La gaine, glabre, est striée, la ligule est très petite et les auricules sont frangées de longs poils blancs,.

### Appareil reproducteur
L'inflorescence est variable, portée par des ramifications sans feuilles ou par de courtes ramifications feuillées. C'est une synflorescence bractifère, lâche, disposée en touffes désordonnées groupées à chaque nœud, sous-tendues par des bractées spathacées. Ces touffes sont composées de 2 à 5 pseudo-épillets, ainsi désignés car ils présentent des bourgeons à leur base.
Les pseudoépillets,  linéaires-lancéolés, subtérètes, longs de 2,5 à 7,5 cm et larges de 5 mm, sont sous-tendus par des glumes nombreuses (de 2 à 4), et sont composés de 4 à 6 fleurons fertiles et de 1 à 2 fleurons terminaux imparfaits ou mâles,.
A maturité, les épillets se désarticulent sous chaque fleuron fertile.
Les fleurons fertiles sont sous-tendus par une lemme ovale de 12 à 25 mm de long sur 7 à 8 mm de large, non carénée et à l'apex aigu ou acuminé, et par une paléole présentant 7 à 9 nervures et un apex pubescent. Les fleurons apicaux stériles sont similaires aux fleurons fertiles mais sous-développés.
Les fleurs présentent 3 lodicules membraneuses, nervurées et ciliées, 6 anthères pourpres de 7,5 à 10 mm de long, 3 stigmates et un ovaire omboné, pubescent à l'apex.
Le fruit, de forme oblongue, de 7,5 mm de long, est un caryopse au péricarpe adhérent, sillonné sur la face présentant le hile, poilu à l'apex,.

## Floraison
Le mode de floraison de Bambusa tulda est très variable. Il s'agit généralement d'une floraison isolée ou sporadique, mais les cas de floraison grégaire et cyclique ne sont pas rares. Dans ce cas les cycles de floraison qui ont pu être estimés sont également variables, de 10 à près de 60 ans selon les populations. Les cycles suivants ont été relevés : 10 à 12 ans, 16 à 18, 19 à 24, 24 à 30, 40 à 42, 45, 48 et 57 ans.
Le cycle de floraison de 48 ans qui a été constaté dans l'État indien du Mizoram correspond au cycle du thingtam, phénomène de crise écologique associé à la floraison et à la mort de populations de bambous associé à l'explosion des populations de rats et parfois de famine. 
Des cas de floraison très précoce, au stade de jeune pousse, ont également été observés.

## Synonymes
Selon Catalogue of Life (23 juin 2018) :
- Bambusa macala Buch.-Ham. ex Munro, pro syn.
- Bambusa trigyna Roxb. ex Munro, pro syn.
- Dendrocalamus tulda (Roxb.) Voigt

## Étymologie
L'épithète spécifique « tulda » est le nom donné à cette espèce en bengali.

## Distribution et habitat
L'aire de répartition naturelle de Bambusa tulda se situe en Asie tempérée et tropicale, incluant le nord-est de l'Inde, notamment l'Assam, le Bangladesh, le Bhoutan, le Viêt Nam, la Birmanie, le nord de la Thaïlande et le sud de la Chine (Yunnan).
La plante se rencontre dans les forêts feuillues mixtes dans les plaines, les vallées et le long des cours d'eau, jusqu'à 1500 mètres d'altitude.

## Utilisation
Bambusa tulda est très utilisé dans le domaine de la construction pour ses chaumes robustes. On l'emploie aussi bien pour la construction d'habitations, la confection de toits ou de parois, que pour la fabrication de nombreux objets artisanaux tels que jouets, tapis, écrans, panneaux et cintres muraux, chapeaux, paniers, récipients pour les grains alimentaires, vans pour le vannage du riz, etc. Les tiges fines sont très utiles comme tuteurs de plantes grimpantes à vrilles.
Ce bambou fournit également une matière première pour la production de pâte pour l'industrie papetière en Inde et au Bangladesh.
Les jeunes pousses de Bambusa tulda, au goût légèrement amer, ne sont généralement pas utilisées à des fins alimentaires. Toutefois, dans certains États de l'est de l'Inde (Meghalaya, Manipur, Mizoram, Tripura) et en Thaïlande, elles sont parfois préparées sous forme de pickles (marinées dans le vinaigre).